# Sandvik (Öland)
Sandvik ist eine Ortschaft (småort) auf der schwedischen Ostseeinsel Öland. Der Ort gehört zur Gemeinde Borgholm und liegt direkt am Kalmarsund, an der Westküste der Insel.

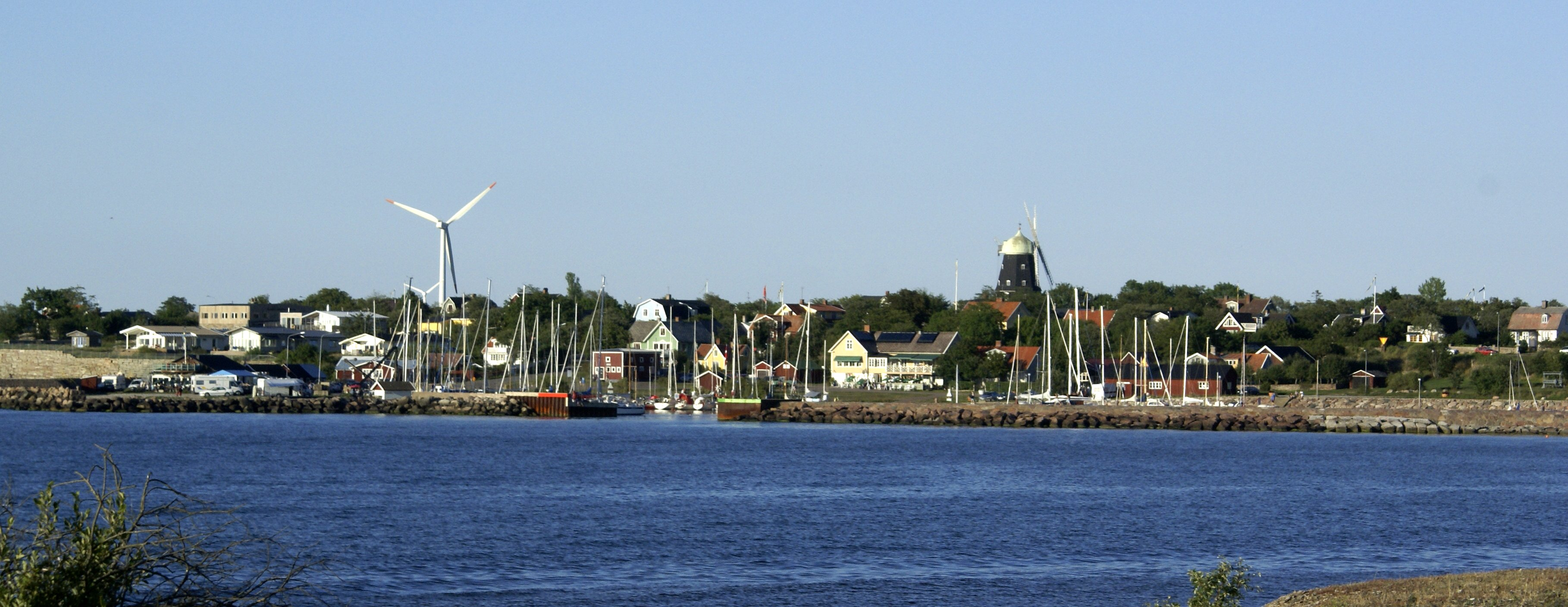
Blick vom Kalmarsund auf Sandvik

Sandvik verfügt über einen auch als Fischereihafen genutzten Hafen und ist traditionelles Zentrum der öländischen Steinmetze. Nördlich des Ortes wird Kalkstein abgebaut. Ein weiterer Erwerbszweig ist der Tourismus. In Sandvik bestehen Gastronomie- und Einzelhandelsbetriebe.
Weithin sichtbares Wahrzeichen des Orts ist die erhöht über dem Hafen stehende Holländerwindmühle Sandviks Kvarn, die größte Windmühle Nordeuropas. Südlich von Sandvik befindet sich das zum Naturschutzgebiet erklärte Moor Knisa mosse. Östlich der Ortslage befindet sich ein kleiner Flugplatz.